# Goniurosaurus
Genre
Goniurosaurus est un genre de gecko de la famille des Eublepharidae. Elles sont parfois appelées geckos léopard chinois ou geckos léopard asiatiques.

## Répartition
Les 21 espèces de ce genre se rencontrent en Asie de l'Est et en Asie du Sud-Est.

## Description
Les différentes espèces du genre ont des couleurs variées, du brun au orange en passant par le jaune, avec des points ou des bandes noirs.
Elles sont relativement similaires à celles du genre Eublepharis, avec un corps et une queue assez épais, des paupières (ce qui ne se rencontre que dans cette famille, les autres ayant une écaille transparente sur les yeux) et sont nocturnes et terrestres. 

## Liste des espèces
Selon The Reptile Database (6 septembre 2020) :

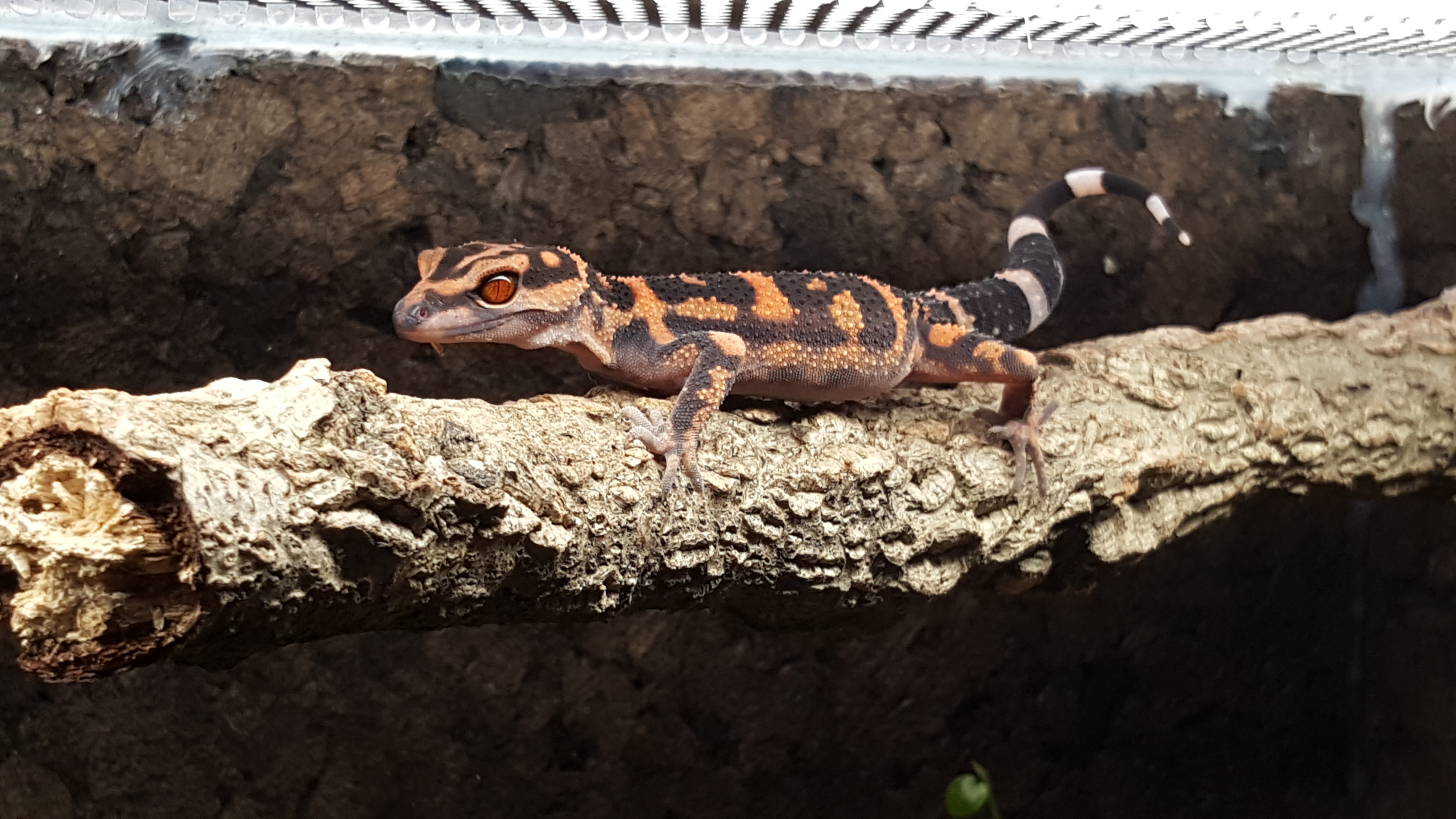
Goniurosaurus orientalis mâle

- Goniurosaurus araneus Grismer, Viets & Boyle, 1999
- Goniurosaurus bawanglingensis Grismer, Haitao, Orlov & Anajeva, 2002
- Goniurosaurus catbaensis Ziegler, Truong, Schmitz, Stenke & Rösler, 2008
- Goniurosaurus hainanensis Barbour, 1908
- Goniurosaurus huuliensis Orlov, Ryabov, Nguyen, Nguyen & Ho, 2008
- Goniurosaurus kadoorieorum Yang & Chan, 2015
- Goniurosaurus kuroiwae (Namiye, 1912)
- Goniurosaurus kwanghua Zhu & He, 2020
- Goniurosaurus kwangsiensis Yang & Chan, 2015
- Goniurosaurus liboensis Wang, Yang & Grismer, 2013
- Goniurosaurus lichtenfelderi (Mocquard, 1897)
- Goniurosaurus luii Grismer, Viets & Boyle, 1999
- Goniurosaurus orientalis (Maki, 1931)
- Goniurosaurus sengokui (Honda & Ota, 2017)
- Goniurosaurus sinensis Zhou,  Peng, Hou & Yuan, 2019
- Goniurosaurus splendens (Nakamura & Uano, 1959)
- Goniurosaurus toyamai Grismer, Ota & Tanaka, 1994
- Goniurosaurus yamashinae (Okada, 1936)
- Goniurosaurus yingdeensis Wang, Yang & Cui, 2010
- Goniurosaurus zhelongi Wang, Jin, Li & Grismer, 2014
- Goniurosaurus zhoui Zhou, Wang, Chen & Liang, 2018

## Liens externes

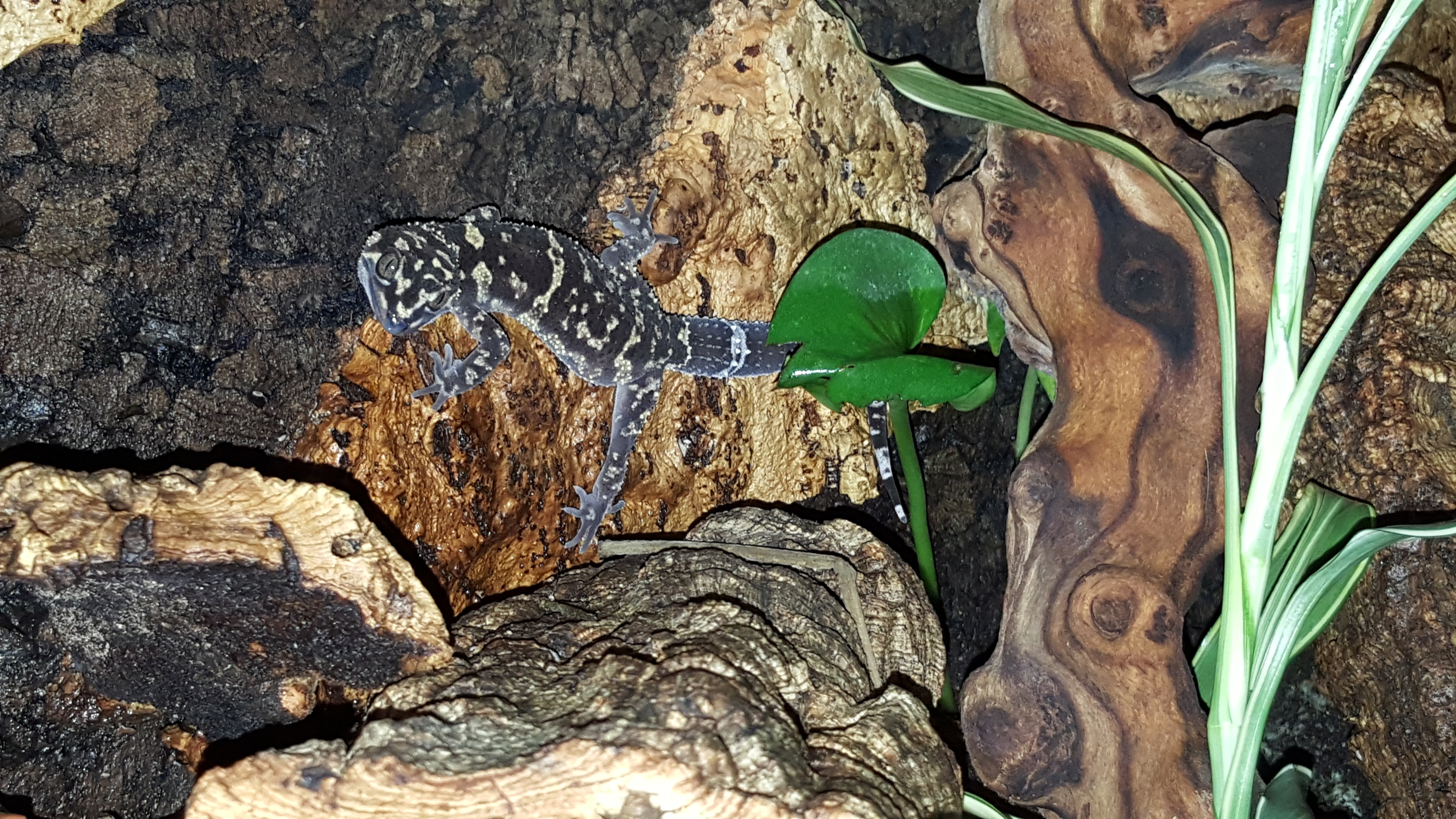
Goniurosaurus yamashinae femelle

## Publication originale
- Barbour, 1908 : Some New Reptiles and Amphibians. Bulletin of the Museum of Comparative Zoology at Harvard College, vol. 51, no 12, p. 315-325 (texte intégral).